# Michael G. Wilson
Michael Gregg Wilson, OBE (Nova Iorque, 21 de janeiro de 1942) é um roteirista e produtor de cinema norte-americano, encarregado de produzir os filmes da franquia James Bond. Wilson estudou engenharia elétrica e direito antes de entrar no cinema, começando como assistente de seu padrasto, Albert R. Broccoli, na produção dos filmes da série James Bond. Ele virou roteirista e produtor ao lado de Broccoli durante a década de 1980. A partir da década de 1990, ele passou a produzir os filmes de Bond junto com sua meia-irmã, Barbara Broccoli.
Em 2024, ele recebeu, juntamente com Barbara Broccoli, o Prêmio Memorial Irving G. Thalberg como "uma prova de seu sucesso como produtores da série de filmes Bond, favorita dos fãs, e de sua contribuição para o cenário teatral da indústria".

## Biografia
Wilson nasceu em Nova Iorque, Nova Iorque, no dia 21 de janeiro de 1942, filho do ator Lewis Wilson e da escritora Dana Natol. Seus pais se separam enquanto ele ainda era criança, e em 1959 sua mãe se casou com o produtor de cinema Albert R. Broccoli. Ele cresceu em Nova Iorque e estudou engenharia elétrica no Harvey Mudd College, se formando em 1963.
Pouco depois de se formar, ele abandonou a carreira de engenheiro e começou a estudar direito na Universidade Stanford. Wilson começou a trabalhar em uma firma local de advocacia antes de se mudar para Washington, D.C. para trabalhar em uma firma internacional. Ele permaneceu nesse emprego por seis anos, até o início da década de 1970.
Em 1972, Wilson recebeu um convite de seu padrasto para trabalhar na EON Productions. Por sua formação em direito, ele começou no departamento legal da produtora, porém, devido a seu interesse na produção cinematográfica, ele logo se tornou o assistente de Broccoli. O primeiro filme da franquia James Bond que ele atuou nesse posição foi The Spy Who Loved Me, em 1977. Impressionado por suas ideias e conceitos para os filmes, Broccoli começou a lhe entregar maiores responsabilidades.
No filme seguinte da série, Moonraker, Wilson começou a atuar como produtor executivo, mantendo o cargo em For Your Eyes Only e Octopussy. Começando com A View to a Kill, ele passou a trabalhar como produtor junto com seu padrasto. Essa parceria continuou em The Living Daylights e Licence to Kill. Nesse período, Wilson se juntou ao roteirista Richard Maibaum para também escrever cinco filmes da franquia.
Em 1995, após um hiato de seis anos, Broccoli se afastou da produção da série por problemas de saúde, entregando o comando de Bond para Wilson e sua filha Barbara Broccoli. Além de produzir a série, Wilson é famoso por fazer várias pequenas aparições dentro dos filmes.

## Filmografia
| Ano  | Filme                   | Creditado como | Creditado como | Creditado como     | Creditado como |
| Ano  | Filme                   | Produtor       | Roteirista     | Produtor executivo |                |
| ---- | ----------------------- | -------------- | -------------- | ------------------ | -------------- |
| 1979 | Moonraker               |                |                | Sim                |                |
| 1981 | For Your Eyes Only      |                | Sim            | Sim                |                |
| 1983 | Octopussy               |                | Sim            | Sim                |                |
| 1985 | A View to a Kill        | Sim            | Sim            |                    |                |
| 1987 | The Living Daylights    | Sim            | Sim            |                    |                |
| 1989 | Licence to Kill         | Sim            | Sim            |                    |                |
| 1995 | GoldenEye               | Sim            |                |                    |                |
| 1997 | Tomorrow Never Dies     | Sim            |                |                    |                |
| 1999 | The World Is Not Enough | Sim            |                |                    |                |
| 2002 | Die Another Day         | Sim            |                |                    |                |
| 2006 | Casino Royale           | Sim            |                |                    |                |
| 2008 | Quantum of Solace       | Sim            |                |                    |                |
| 2012 | Skyfall                 | Sim            |                |                    |                |
| 2015 | SPECTRE                 | Sim            |                |                    |                |